# Flooding (psychologie)
 (juillet 2025).
 (janvier 2024).
La mise en forme du texte ne suit pas les recommandations de Wikipédia : il faut le « wikifier ».
Les points d'amélioration suivants sont les cas les plus fréquents :
- Les titres sont pré-formatés par le logiciel. Ils ne sont ni en capitales, ni en gras.
- Le texte ne doit pas être écrit en capitales (les noms de famille non plus), ni en gras, ni en italique, ni en « petit »…
- Le gras n'est utilisé que pour surligner le titre de l'article dans l'introduction, une seule fois.
- L'italique est rarement utilisé : mots en langue étrangère, titres d'œuvres, noms de bateaux, etc.
- Les citations ne sont pas en italique mais en corps de texte normal. Elles sont entourées par des guillemets français : « et ».
- Les listes à puces sont à éviter, des paragraphes rédigés étant largement préférés. Les tableaux sont à réserver à la présentation de données structurées (résultats, etc.).
- Les appels de note de bas de page (petits chiffres en exposant, introduits par l'outil «  Source ») sont à placer entre la fin de phrase et le point final[comme ça].
- Les liens internes (vers d'autres articles de Wikipédia) sont à choisir avec parcimonie. Créez des liens vers des articles approfondissant le sujet. Les termes génériques sans rapport avec le sujet sont à éviter, ainsi que les répétitions de liens vers un même terme.
- Les liens externes sont à placer uniquement dans une section « Liens externes », à la fin de l'article. Ces liens sont à choisir avec parcimonie suivant les règles définies. Si un lien sert de source à l'article, son insertion dans le texte est à faire par les notes de bas de page.
- La présentation des références doit suivre les conventions bibliographiques. Il est recommandé d'utiliser les modèles {{Ouvrage}}, {{Chapitre}}, {{Article}}, {{Lien web}} et/ou {{Bibliographie}}. Le mode d'édition visuel peut mettre en forme automatiquement les références.
- Insérer une infobox (cadre d'informations à droite) n'est pas obligatoire pour parachever la mise en page.

Pour une aide détaillée, merci de consulter Aide:Wikification.
Si vous pensez que ces points ont été résolus, vous pouvez retirer ce bandeau et améliorer la mise en forme d'un autre article.
Le flooding parfois appelée thérapie d'exposition in vivo, est une forme de thérapie comportementale et de désensibilisation — ou thérapie d'exposition — basée sur les principes du conditionnement . En tant que technique psychothérapeutique, il est utilisé pour traiter la phobie et les troubles anxieux, notamment le trouble de stress post-traumatique. Cela fonctionne en exposant le patient à ses souvenirs douloureux, dans le but de réintégrer ses émotions refoulées à sa conscience actuelle. Le flooding a été inventé par le psychologue Thomas Stampfl en 1967. Il est encore utilisé aujourd’hui en thérapie comportementale .
Le flooding est une méthode psychothérapeutique pour vaincre les phobies. Afin de démontrer l’irrationalité de la peur, un psychologue mettrait une personne dans une situation où il serait confronté à sa phobie. Dans des conditions contrôlées et en utilisant des techniques de relaxation psychologiquement éprouvées, le sujet tente de remplacer sa peur par la relaxation. L’expérience peut souvent être traumatisante pour une personne, mais peut être nécessaire si la phobie lui cause des perturbations importantes dans sa vie. L’avantage du flooding est qu’il est rapide et généralement efficace. Il est cependant possible qu’une peur réapparaisse spontanément. Cela peut être rendu moins probable grâce à une désensibilisation systématique, une autre forme de procédure classique pour l'élimination des phobies.

## Comment ça fonctionne
Le "flooding" fonctionne sur les principes du conditionnement classique où les patients modifient leurs comportements pour éviter les stimuli négatifs. Selon Pavlov, les gens peuvent apprendre grâce aux associations, donc si l'on a une phobie, c'est parce que l'on associe le stimulus redouté à un résultat négatif.
Le flooding utilise une technique basée sur le conditionnement classique de Pavlov qui utilise l'exposition. Il existe différentes formes d'exposition, telles que l'exposition imaginaire, l'exposition à la réalité virtuelle et l'exposition in vivo Alors que la désensibilisation systématique peut utiliser ces autres types d'exposition, le flooding utilise une exposition in vivo, une exposition réelle au stimulus redouté. Un patient est confronté à une situation dans laquelle le stimulus qui a provoqué le traumatisme originel est présent. Le psychologue y offre généralement très peu d'aide ou de réconfort autre que d'aider le patient à utiliser des techniques de relaxation afin de se calmer. Les techniques de relaxation telles que la relaxation musculaire progressive sont courantes dans ces types de procédures de conditionnement classiques. La théorie est que la réaction d’adrénaline et de peur a une limite de temps, donc une personne devrait éventuellement se calmer et se rendre compte que sa phobie est injustifiée. Le flooding peut être réalisé grâce à l’utilisation de la réalité virtuelle et s'est révélé assez efficace chez les patients souffrant de phobie de fuite,.
Le psychiatre Joseph Wolpe (1973) a réalisé une expérience démontrant l'efficacité du flooding. Il a emmené une fille qui avait peur des voitures et l'a conduite pendant des heures. Au début, la jeune fille était paniquée, mais elle s'est finalement calmée lorsqu'elle a réalisé que sa situation était sûre. Dès lors, elle associe un sentiment d’aisance aux voitures[réf. nécessaire]. La psychologue Aletha Solter a utilisé avec succès le flooding avec un nourrisson de 5 mois qui présentait des symptômes de stress post-traumatique après une intervention chirurgicale.
La thérapie par flooding ne s'adresse pas à tout le monde et le thérapeute discutera avec le patient des niveaux d'anxiété qu'il est prêt à endurer pendant la séance. Il se peut également que l’exposition ne soit pas appropriée pour tous les thérapeutes et qu'ils peuvent hésiter à utiliser cette technique.